# シュメの戦い
シュメの戦い（シュメのたたかい）とは、紀元前411年、ペロポネソス戦争の一環として、スパルタとアテナイとの間で勃発した海戦である。この戦闘はエーゲ海南東に位置するシュメ島付近で行われた。
411年、スパルタはアケメネス朝と同盟を締結した。この同盟はテルメネスによって締結されたものであり、テルメネスはこの同盟が締結後、スパルタ海軍の指揮をアステュオコスに譲り渡している。(テルメネスはその後海で溺死している。)
アステュオコスはその後、海軍にクニドスまで進軍するよう命じ、クニドスにてカウナス(現在のトルコ南西部の沿岸都市))から曳航されてきた、ペルシア人によって整備されていた軍艦と合流した。
そうしている間に、カルミニウス率いるアテナイ軍はサモス島に駐屯していた。カルミニウスはスパルタ軍が接近しつつあるという情報をミロス島の住人らから得ており、シュメ近辺でスパルタ軍と戦う準備をしていた。
両海軍が遭遇し戦闘が勃発した時、シュメ島近辺の海域は嵐に見舞われており視界も悪く、スパルタ海軍の多くの艦船は旗艦を見失いバラバラになってしまった。アテナイ海軍はカルミニウス率いる約20隻の艦船をもって、唯一、アテナイ側から目視することができたスパルタ海軍の左翼部分に攻撃を仕掛け、スパルタ艦船3隻を撃沈させた。しかし、嵐で散り散りになっていたスパルタ艦船が再び集結しアテナイ艦隊を包囲した。アテナイ艦隊は奮戦したものの、6隻の艦船を失ったのちハリカルナッソスに撤退した。残るアテナイ艦船はサモス島からクニドスまで進軍してきたものの、アテナイ・スパルタ両者とも士気が低く、さらなる戦闘は起こらなかった。　